# اچ‌ام‌اس فورستر (۱۸۰۶)
اچ‌ام‌اس فورستر (۱۸۰۶) (به انگلیسی: HMS Forester (1806)) یک کشتی بود که طول آن ۱۰۰ فوت ۰ اینچ (۳۰٫۴۸ متر) بود. این کشتی در سال ۱۸۰۶ ساخته شد.